# アルフォンス・フォン・バイエルン
アルフォンス・マリア・フランツ・クレメンス・マクシミリアン・フォン・バイエルン（ドイツ語:Alfons Maria Franz Clemens Maximilian von Bayern, 1862年1月24日 - 1933年1月8日）は、バイエルン王国の王族。バイエルン王子（Prinz von Bayern）。

## 生涯
バイエルン王ルートヴィヒ1世の四男アーダルベルトと、スペイン王族のカディス公フランシスコ・デ・パウラの娘アマリア・デル・ピラールの間の次男。1880年にバイエルン王国軍に入隊し、1892年にバイエルン重騎兵連隊の隊長となり、1905年に騎兵隊司令官となった。
1891年4月15日、アルフォンスはミュンヘンのニンフェンブルク宮殿においてオルレアン家のアランソン公フェルディナンと同族のゾフィー・シャルロッテ夫人の娘で又従妹にあたるルイーズ・ドルレアンと結婚した。夫妻は1男1女をもうけた。
- ヨーゼフ・クレメンス・マリア・フェルディナント・ルートヴィヒ・アントン・アウグスティン・アルフォンス・アルタ・フランツ・フォン・ザーレス・フィリップ・ネーリウス（1902年 - 1990年）
- エリーザベト・マリア・アンナ・ヘンリエッテ・ヨーゼファ・ゾフィー・アマーリア・フェルディナンダ・ルドヴィカ・アントニア・テレジア・クレスツェンティア・アルタ・ギスライーネ（1913年 - 2005年） - 1939年フランツ・ヨーゼフ・フォン・カゲネック伯爵と結婚（1941年死別）、1944年エルンスト・キュストナーと再婚（1953年離婚）